# Anthodioctes chiribogae
Anthodioctes chiribogae är en biart som beskrevs av Urban 1999. Anthodioctes chiribogae ingår i släktet Anthodioctes och familjen buksamlarbin. Inga underarter finns listade i Catalogue of Life.